# 朱阔泉
朱阔泉（1900年—1940年），男，满族，著名相声大师，数来宝演员。绰号“大面包”，第五代相声艺人。师承相声八德之一的焦德海。同门师兄弟中著名的有张寿臣、李寿增、常连安等。
育有三女。早年收养侯宝林，后收为徒弟。
朱阔泉是首先将“莲花落”的引入相声的艺人之一。
| 从师   | 辈分 | 收徒                                   |
| 焦德海 | 寿   | 王凤山、李宝麒、侯宝林、王宝童、马志明 |